# 露比·哈罗德
露比·哈罗德（英語：Ruby Harrold，1996年6月4日—），英国女子竞技体操运动员，2014年英联邦运动会女子团体全能金牌得主、女子个人全能银牌得主和女子高低杠铜牌得主、2015年世界竞技体操锦标赛女子团体全能铜牌得主。